# Ignjat Gyulay Maros-Németh
Ignjat (Ignàc) Gyulay Maros-Németh (Sibiu, 11. rujna 1763. – Beč, 11. studenog 1831.), austrijski podmaršal, hrvatski ban od 1806. do 1831. Bio je general topništva. Sin je podmaršala Samuela Gyulaya, grofa od Máros-Németha i Nádaske. Braća su mu bili Albert, a sin Ferencz József Gyulay Maros-Németh.

## Životopis
Rodio se je u rumunjskom gradu Sibiuu.

### Vojnička karijera
U vojsci od 1781. godine. U početku službuje u pješaštvu. U činu bojnika (majora) sudionik austro-turskog rata 1788. godine. Još tijekom 1790. došao je do čina potpukovnika i mjesta zapovjednika Hrvatskog frajkora (dobrovoljački zbor) Josipa Filipa Vukasovića. Taj zbor poslije je sveden na veličinu bataljuna, a po Gyulayu je dobio ime Gyulayev frajkor. S njime se istakao bitci za oslobođenje Cetina.
Sudionik napoleonskih ratova. U tim je ratovima rukovodio obranom Hrvatske i Kranjske.
Protiv Napoleona je ratova još 1790-ih. Vodio je ugarski dobrovoljački zbor u sastavu armije u Porajnju te se istaknuo prilikom probijanja bojišnice kraj Weissenburga (Wissembourg) 1793. te u bitkama u blizini Schwegenheima i Kaiserslauterna 1794. godine. Već 1795. došao je do čina pukovnika i mjesta zapovjednika 31. linijske pješačke pukovnije i istoga dobrovoljačkog zbora.  1796. godine istakao se u bitkama u Njemačkoj, u bitkama Haslacha i borbama kraj Kemptena i Memmingena.
U generalski krug ušao je sljedeće godine. Dobio je čin general-bojnika nakon čega je zapovijedao Carevinskim kontingentom (Reichscontingent) na talijanskom ratištu sve do mira u Campo Formiju 1797. godine. Kad je ponovo izbio rat protiv Francuske 1799., opet je ratovao u Njemačkoj, u Porajnju. Bio je u činu brigadira. Istakao se u bitkama kraj Ostracha i Stockacha. Nakon toga dolazi veliko promaknuće u čin podmaršala. Tad je postavljen za pukovnika vlasnika 60. linijske pješačke pukovnije. Nakon Lunévilleskog mira 1801. bio je zapovjednikom divizije u Pešti. Nakon što je opet izbio rat protiv Napoleona, zapovijedao je divizijom u Njemačkoj i opet se istaknuo se u bitkama, opet kraj Haslacha te kod Thalfingena.
Od 1809. zapovjednik je na bojištima u Italiji i Tirolu. Ratovao protiv Francuza u Kranjskoj i južnoj Štajerskoj s postrojbama koje su skupljene u Hrvatskoj. Kad je sklopljeno primirje, otišao je u Čakovec, gdje je 1809. dočekao mir u Schönbrunnu. Kad su se hrvatske graničarske pukovnije predale pod francusku vlast, uputio im je proglas. Proglas je bio na kajkavskom narječju hrvatskog. Vojnicima je istaknuo ratne zasluge i izrazio žaljenje zbog mirovnih uvjeta.
Za novog rata protiv Napoleona 1813. – 1814. dolazi u topništvo. Ondje je imenovan za generala. Zapovijedao je 3. armijskim zborom Glavne armije. Sudionik Dražđana (Dresdena) 26. – 27. kolovoza, "bitci naroda" kod Lipskog (Leipziga) 16. – 19. listopada te u borbama 1814. na tlu Francuske. Poslije je obnašao dućnost glavnog zapovjednika u Austriji i nije više bio u borbenim djelovanjima. Tako je bilo i kad se Napoleon vratio s Elbe. Kad je mir naposljetku zaključen 20. studenoga 1815., boravio je u Zagrebu posvetivši se banskom poslu sve do 1823. godine. Tad je došao na mjesto zapovjedajućega generala u Češkoj, a god. 1829. postavljen je za zapovijedajućega generala u Beču.

## Politička karijera
U travnju 1806. imenovan hrvatskim banom, ali je zbog vojnih dužnosti vrlo malo boravio u Hrvatskoj, gdje su ga zamjenjivali zagrebački biskupi Maksimilijan Vrhovac i Aleksandar Alagović. Nakon mira u Schönbrunnu 1809. mogao se više posvetiti banskim poslovima. Bansku čast obnašao je sve do smrti 1831. godine. Godinu prije, 1830., imenovan je za predsjednika Dvorskoga ratnog vijeća.
Sudjelovao u radu Ugarskog sabora. Važio je kao simpatizer hrvatskih težnja. Gyulay je vodio proces kupnje palače baruna Ferdinanda Kulmera koja je poslije preuređena u zemaljsku kuću i bansku palaču.
Umro je u Beču, ali je pookopan je u Zagrebu u crkvi sv. Katarine.

## Odličja
Dobio je više vojnih odličja, od kojih se ističu:
- 1794. Viteški križ Reda Marije Terezije
- 1799. Zapovjednički križ Reda Marije Terezije
- 1830. Viteški križ Reda Zlatnog runa
- 1830. Veliki križ Reda sv. Stjepana.